# Антропология и генетика абхазов
Антропология и генетика абхазов  —  абхазы, народ проживающий на Западном и Южном Кавказе, относится большинством учёных к понтийскому подтипу европеоидной расы, или же адыгскому подтипу Кавказоидно-балканской расы. Маленькая и почти исчезнувшая часть абхазов предположительно африканского происхождения относится к негроидам.

## Внешность
Среди абхазов распространена кожа розового оттенка (по старым исследованиям около у 11,2% процентов).
Абхазы европеоиды, соответственно большая часть из них обладает белым цветом кожи, но среди субэтноса абхазских негров которые почти исчезли, однозначно доминировал чёрный окрас кожи. Являются ли потомки "абхазских негров" действительно кавказцами, или они выходцы из Африки?
— большая загадка.
Значительная часть среди абхазов голубоглазые, рыжие и светловолосые, рост бороды несколько выше среднего.
На основе исследований 1978-1981 гг. у абхазов: Ширина плеч 39,9 см, ширина таза  29.7 см), ширины мыщелков длинных костей конечностей (плеча 70,2 мм, предплечья 59,1 мм, голени 72,9 мм, бедра 97.8 мм), диаметр грудной клетки (поперечный 28,6 см, продольный 21,8 см).

## Генетика и ДНК
Гаплогруппа G2a  —  около у 50,6% абхазов.
Гаплогруппа J2a  — около у 22,3% абхазов.
Гаплогруппа R1a — около у 9,9% абхазо-адыгов.
Гаплогруппа R1b — около у 6.4% абхазо-адыгов.
По мнению Рогинского Левина абхазы занимают промежуточное положение между классическими северными и южными европеоидами.

По данным AADNA (Абхазо-адыгский проект ДНК) (https://aadna.ru/) проекта картина выглядит следующим образом:
Гаплогруппа G2a2  - 25%
Гаплогруппа G2a1 - 14.4%
Гаплогруппа J2a - 27.6%
Гаплогруппа R1a - 12.9%
Гаплогруппа R1b - 5.5%
Гаплогруппа J1 - 3%
Гаплогруппа I2a - 2,5%

## Цвет глаз
На основе исследования из 2175 чел. в 1978 —1981 гг. У абхазов данное процентное соотношение цвета глаз по шкале В.В.Бунака:
От 8.3 % до 15.4% — светлые глаза.
(голубые, серые, серо-голубые, синие).
От 14% до 30.6 % — тёмные глаза. (карие, тёмно-карие, светло-карие, жёлтые).
От 54% до 77.7 % — смешанные/переходные цвета глаза (зелёные, серо-зелёные, буро-жёлто-зелёные, серые с буро жёлтым венчиком).